# Candan Erçetin
Candan Erçetin (nascuda el 10 de febrer de 1961, en Kırklareli, Turquia) és una famosa cantant i compositora de pop i actriu turca d'origen albanès.
Al llarg dels vint-i-cinc anys de la seva carrera cantant, ha estat reconeguda per preparar i cantar cançons sobre la vida humana. Malgrat que va fer els seus àlbums sense molta publicitat, el seu treball va influir en altres artistes. Erçetin ha publicat molts vídeos musicals amb diferents temàtiques. Com que la seva família és originària dels Balcans, sovint ha utilitzat elements de la música balcànica en les seves cançons i obres. A més del turc, ha escrit cançons en francès i grec.
Erçetin va néixer a Kırklareli, i és d'origen albanesos i macedònia. Més tard es va traslladar a Istanbul i va assistir a l'Galatasaray High School. En els anys següents va rebre formació de veu. Més tard va estudiar arqueologia clàssica a la Universitat d'Istanbul. En el seu darrer any a l'escola, va gravar la cançó "Halley" i va representar Turquia al Concurs de la Cançó d'Eurovisió 1986 amb el grup Klips ve Onlar. Tanmateix, no va voler continuar la seva carrera musical i va continuar estudiant arqueologia. El 1995, va llançar el seu àlbum debut Hazırım, i el 1997 la seva cançó "Yalan" de l'àlbum Çapkın es va convertir en un èxit a Turquia. El 1999, va llançar el seu àlbum més venut Elbette, seguit de la cançó "Gamsız Hayat" de l'àlbum Neden (2002).). Posteriorment va publicar nombrosos àlbums, com ara Melek (2004), Kırık Kalpler Durağında (2009) i Milyonlarca Kuştuk... (2013). Al costat d'aquests treballs, ha publicat els àlbums Chante Hier Pour Aujourd'hui (2003) i Aranjman 2011 (2011), que inclouen cançons franceses, i l'àlbum Aman Doktor (2005) que inclou cançons gregues.
A part de la seva carrera musical, Erçetin ha participat en diversos altres projectes. El 1994 va començar a treballar com a presentadora de televisió i el 2007 va produir el seu propi programa Candan Erçetin'le Beraber ve Solo Şarkılar. El 2005, va ser seleccionada per a un paper principal al musical Yıldızların Altında. També va compondre les músiques de les pel·lícules Gölgesizler (2008) i Kaptan Feza (2009) i també va exercir de productora. Va tenir un període d'ensenyament de música a la Galatasaray High School, i el 2009, va començar a ensenyar dicció a la Galatasaray University. El 25 de juny de 2013, Ünal Aysal va nomenar Erçetin i Umit Özdemir com a vicepresidents de Galatasaray S.K. Per les seves contribucions a les relacions França-Turquia, Erçetin va ser guardonada amb l'Ordre de les Arts i les Lletres del president francès François Hollande l'any 2014. Al llarg de la seva carrera, ha guanyat molts premis i ha rebut diverses nominacions.

## Vida i carrera

### 1961–94: inicis de vida i carrera
Erçetin va néixer el 10 de febrer de 1961 a Kırklareli en una família d'ascendències albaneses i macedònia. Va acabar la seva educació primerenca a Kırklareli. Als 11 anys, Erçetin va guanyar una beca i es va traslladar a Istanbul pel seu compte per assistir a l'Institut Galatasaray. El 1978, va anar a l'escola de cant del municipi d'Istanbul i va prendre classes de cant. El 1986, va representar Turquia al Concurs de la Cançó d'Eurovisió juntament amb el grup Klips ve Onlar. Van interpretar la cançó "Halley" i en aquell moment van obtenir el millor resultat que Turquia havia tingut mai en aquella competició. El 1990, va interpretar la cançó "Daha Kolay" juntament amb Cihan Okan a la final d'Eurovisió Turquia, i el 1992 va tornar a participar en la competició interpretant la cançó "Kimbilir Nerdesin" amb Sinan Erkoç.

### 1995–99:Estic preparatiParpelleig
El primer àlbum d'Erçetin, I'm Ready es va publicar l'agost de 1995. L'àlbum, que consta de 12 cançons, inclou cançons d'artistes famosos com Sezen Aksu, Yusuf Tümley, i sobretot Gökhan Kırdar. Les cançons "I Love You" i "I Don't Care (Mix)" es van incloure a la segona versió de l'àlbum. Es van fer vídeos musicals separats per a les cançons "I Don't Care", "Which Love Is Adil Ki", "When There's Time", "More", "Pomegranate Flower" i "I Loved You" de l'àlbum.
L'àlbum I Loved, que es va publicar l'any 1996, és el primer remix d'Erçetin Extended play|EP. A més de sis cançons noves, la versió remezclada de les cançons "I Don't Care" i "I Love It" del seu primer àlbum també van ser presentades en aquest àlbum. Més tard, Erçetin va començar a publicar àlbums de remixes per a tots els seus futurs àlbums.
El seu segon àlbum d'estudi, Çapkın, va ser llançat el 17 de juny de 1997. L'àlbum té 12 cançons, i Mete Özgencil va ser l'artista principal que va treballar en aquest àlbum amb Erçetin. La 10a cançó d'aquest àlbum "Yalan" va rebre molta atenció i va ser escoltada per un gran nombre de persones. Les cançons "Yalan" i "They Know It Wrong" d'aquest àlbum van ser premiades i el vídeo musical d'Everyyet per "Every Love Is Over" va ser escollit com el millor videoclip. Les cançons "Lie", "Lie", "They Know It Wrong" i "Her Ask Bitermiş" d'aquest àlbum tenen els seus propis vídeos musicals.
L'agost de 1998, es va publicar el segon àlbum EP de remixes d'Erçetin, Oyalama Now, que incloïa una versió remescla de les cançons "Distracting Now", "What Did You Think of Love", "Lost Biz" i " S'ho han equivocat" ". També es va gravar un nou videoclip per a "Daylama Now".

## 1999–03:Elbette,NedeniChante Hier Pour Aujourd'hui
El març de 1998, Erçetin va declarar que havia començat a fer plans per al seu proper àlbum i va dir: "Estem buscant un nou so al món seguint cap a on va la indústria musical, però l'esquema no canviarà gaire. En resum., constarà de cançons que m'agraden." L'agost de 1999, es va saber que el nou àlbum estava pensat per a ser llançat a principis de tardor i ja hi havia cinc cançons enregistrades. Malgrat els seus esforços, l'àlbum no es va publicar l'any 1999 i es va publicar l'any 2000. El tercer àlbum d'estudi d'Erçetin Elbette va ser llançat el 30 de novembre de 1999 per Topkapı Müzik. Mete Özgencil va escriure la lletra de vuit de les cançons. La mateixa Erçetin va compondre sis de les cançons. També va tornar a gravar la cançó de 1960 de Güzide Kasacı "Unut Sevme" i la va incloure al seu àlbum. Elbette va ser l'àlbum més venut a Turquia durant setmanes. A finals de l'any 2000, l'àlbum va vendre més d'1 milió de còpies, convertint-se en el més venut de l'any. Els crítics musicals van tenir una reacció positiva a l'àlbum, dient que la personalitat de la cantant està integrada en el seu treball i el públic viatja amb ella a diferents mons. Abdullah Kılıç de Zaman va revelar "Dünya Durma" i "Unut Sevme" de l'àlbum com les cançons més escoltades de l'any 2000. El desembre de 2009, Elbette va ser escollida com el millor àlbum turc dels anys 2000 per Jutges de música de NTV.
El 2001, Erçetin, que presentava el programa Günlük Hayat a NTV, va gravar la cançó "Sevdan Olmasa" per a l'àlbum Yadigâr com a homenatge a Melih Kibar. El 17 de maig de 2002, Topkapı Müzik va publicar el seu quart àlbum d'estudi Neden juntament amb un disc perfumat. Amb el llançament d'aquest disc, Mete Özgencil, que havia col·laborat amb Erçetin des del disc Hazırım, va deixar de treballar amb ella. Els crítics musicals van trobar Neden diferent dels treballs anteriors de l'artista. La lletra lirica i senzilla de la cançó "Elbette" del seu àlbum anterior va ser el tema dominant en aquest nou àlbum. Es van fer vídeos musicals per al èxit de l'àlbum single principal "Gamsız Hayat" així com la cançó "Parçalandım". MÜ-YAP va donar una certificació a l'àlbum a causa de la seva exitosa actuació a les llistes de vendes. La versió remezclada de les cançons de Neden es va incloure al àlbum de remixes. El 2003, va llançar l'àlbum Chante Hier Pour Aujourd'hui, que presentava cançons franceses amb arranjaments moderns. També va aparèixer al primer episodi de la sèrie Hayat Bilgisi de Show TV.

## 2004–12: Melek, Aman Doktor, Kırık Kalpler Durağında i Arrangement 2011
Els preparatius per al cinquè àlbum d'estudi d'Erçetin Melek van començar immediatament després del llançament de Neden. Es van preparar vint-i-cinc cançons per a aquest àlbum, onze de les quals finalment es van incloure a l'àlbum. L'àlbum va ser llançat el 17 de juny de 2004 per Pasaj Müzik. Melek va ser el primer àlbum d'Erçetin que no va ser produït per Topkapı Müzik sinó per una productora diferent. El músic Ceza va aparèixer al cançó "Şehir". Segons els crítics musicals, qualsevol persona de qualsevol grup de la societat podia escoltar les cançons i l'àlbum es va convertir en l'àlbum més venut a la llista turca d'àlbums més venuts de D&R el 27 de juny de 2004 i va encapçalar les llistes durant diverses setmanes. L'àlbum va vendre 406.000 còpies el 2004 i va rebre una certificació d'or de MÜ-YAP. El mateix any, Erçetin juntament amb Beyazıt Öztürk, Ceza, Nev i Harem van actuar a 17 ciutats diferents durant 23 dies com a part del Fanta Festival de la Joventut. El 2004, va estar entre les artistes que apareixen a l'àlbum Söz Vermiş Şarkılar en homenatge a Murathan Mungan i va interpretar la cançó " Çember". El juliol de 2005, Pasaj Müzik va publicar una versió remix de Melek, titulada Remix'5.
A principis de 2005, va ser seleccionada per un paper principal al costat de Beyazıt Öztürk al musical Yıldızların Altında, i més tard aquell mateix any, el 9 de desembre, el seu nou àlbum Aman Doktor va ser llançat per DMC. L'àlbum incloïa cançons culturals turcogregues. Una part de l'àlbum conté cançons turques, mentre que l'altra part inclou cançons gregues. Aman Doktor va encapçalar les llistes de vendes a Turquia i va vendre 105.000 còpies el 2005 i 49.500 còpies el 2006. Com que l'àlbum va vendre més de 100.000 còpies, va rebre una certificació d'or de MÜ-YAP. El juny de 2006, Erçetin va aparèixer a l'episodi 68 de la sèrie de televisió Yabancı Damat i va cantar a la cerimònia de noces dels personatges Eftelya i Memik. El 2007–08 va presentar el seu propi programa Beraber ve Solo Şarkılar a TRT 1. Mentrestant, va aparèixer als àlbums d'altres artistes i va interpretar les cançons "Gelmiyorsun" per a l'àlbum Çeyrek (2007) i "Kim" per a l'àlbum Söz Müzik Teoman (2008). Entre juliol i agost de 2007, va tornar a fer una gira juntament amb Beyazıt Öztürk pel Festival de la Joventut Fanta i va actuar en 17 concerts diferents. L'agost de 2007 va participar. al projecte "Our Hearts Strike On The Street" per a animals i amb persones com Ajda Pekkan, Hande Yener, Sezen Aksu i Yaşar van actuar en un concert a Turkcell Kuruçeşme Arena .

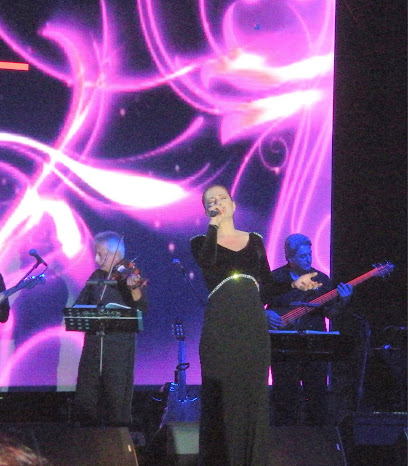
Erçetin actuant en directe el juny de 2012

Erçetin va ser el productor de la pel·lícula Shadowless, que es va estrenar el gener de 2009. La cançó, "Ben Kim", que es va preparar per a la pel·lícula, es va publicar el novembre de 2008. la cançó va romandre a Billboard's Turkish Top 20 durant 15 setmanes i va ocupar el segon lloc a la llista. La cançó es va incloure més tard al seu sisè àlbum d'estudi Broken Hearts Stop. L'àlbum va ser llançat després de "5 anys, 5 mesos i 27 dies de silenci" el 16 de desembre de 2009 per Pasaj Müzik. Es van demanar més de 100.000 còpies de l'àlbum i va encapçalar la llista de més venuts de D&R de Turquia. Erçetin va tornar a gravar la cançó del difunt Esmeray "Remember Beni" i la va incloure al disc. La lletra de la cançó "Eyes" presentava parts dels poemes de Neyzen Tevfik i Omar Khayyam. Els crítics musicals van donar crítiques generalment positives a aquest àlbum que va sorgir després de la publicació d'Erçetin pausa; La manera intel·lectual del cantant també es va veure en aquest treball i les composicions també van ser elogiades. Les cançons "Destiny", "Broken Hearts Stop" i "Git" (escrites per Cemal Safi) van ser les cançons per a les quals es van fer vídeos musicals separats. D'aquestes cançons, "Destiny" va aparèixer a la banda sonora de la pel·lícula Captain Feza' el 2010. El 2011, ella va publicar tots els àlbums turco-francesos Arrangement 2011, i el 2012 va ser una de les artistes que van aparèixer a l'àlbum d'Orhan GencebayA Life with Orhan Gencebay en honor a els seus seixanta anys de carrera i va interpretar la cançó "Beni Böyle Sev".

## 2013-present: Som milions d'ocells... i Oh Blindfold These Songs
El 31 de maig de 2013, el president de Galatasaray S.K. Ünal Aysal va anunciar al canal Galatasaray TV, propietat del club, que Candan Erçetin va ser admèsa a la nova junta directiva del club esportiu. Va ser nomenada vicepresidenta del club després de les eleccions a la junta directiva en l'assemblea general extraordinària celebrada el 22 de juny de 2013. El juliol de 2014 es va anunciar que seria membre de la junta directiva de l'equip de bàsquet del club per a la propera temporada.
Erçetin va començar els preparatius per al seu setè àlbum d'estudi el 2011, i després d'un any de producció i gravació el va publicar tranquil·lament el 3 de juny de 2013 amb el títol Milyonlarca Kuştuk.... A causa de les protestes del parc Gezi, les promocions de l'àlbum es van ajornar i les promocions es van fer inicialment només a l'artista. lloc web i el lloc web de la companyia de música. El títol de l'àlbum i el seu senzill principal es van inspirar en la llegenda de Simurgh. Per a aquest àlbum, Erçetin va triar Nâzım Hikmet' el poema "Bence Şimdi Sen De Herkes Gibisin" i el va convertir en una cançó. L'àlbum va encapçalar la llista més venuda de D&R i a finals de 2013 va vendre 50.000 còpies, convertint-se en el cinquè àlbum més venut de Turquia. Amb 54.790 descàrregues a les plataformes digitals, es va convertir en el desè àlbum més descarregat de Turquia de l'any.
El gener de 2014, Erçetin va rebre la medalla de l'Ordre de les Arts i les Lletres del president francès François Hollande per les seves contribucions a les relacions França-Turquia. El 12 de desembre de 2014, va aparèixer al programa de Beyazıt Öztürk Beyaz Show durant el qual Öztürk va mostrar una versió paròdica de la seva cançó "Git ". Més tard, Erçetin va respondre amb una altra paròdia basada en la mateixa cançó i això es va convertir en un duet de comèdia entre els dos artistes. Durant les setmanes durant la seva batalla de paraules Demet Akbağ, Derya Şensoy, Esra Erol, Gupse Özay i Saba Tümer van aparèixer en una de les paròdies d'Erçetin titulada "Dones". solidaritat" a la qual Öztürk va respondre amb una altra paròdia titulada "home solidarity", amb Ali İhsan Varol, Emre Karayel, Hayko Cepkin, Mustafa Üstündağ, Nuri Alço i Ümit Besen. La batalla de les paraules va acabar el 23 de gener de 2015, quan Erçetin va tornar a aparèixer a Beyaz Show i va fer un duet amb Öztürk. Sözcü va assenyalar que la popularitat d'Erçetin va augmentar considerablement gràcies a aquests duets musicals, i que durant les setmanes de la batalla musical la cantant es va convertir en un dels noms més buscats a Google a Turquia i els gustos del seu Facebook. pàgina augmentada en 600.000. Erçetin va tornar a gravar més tard el folk turc cançó "A Ballad for Chanakkale" en honor al 18 de març Dia commemoratiu dels màrtirs i 101è aniversari de la victòria de Çanakkale. Va ser llançat pel canal oficial de YouTube de les Forces Armades Turques el 25 d'abril de 2015.
Després de llançar el seu vuitè àlbum d'estudi Ah These Songs Blindfold el novembre de 2015, que incloïa versions de cançons de Clàssica turca, Erçetin va continuar la seva carrera amb els senzills "Kim Korkar" i "We Are Changing", tots dos llançats el 2018. El mateix any, va col·laborar amb Sister Folk Songs i va aparèixer a la seva cançó "B afegir". El 2019, Erçetin va llançar una nova versió de la cançó "Annem" del seu àlbum "Of course", que es va utilitzar a la banda sonora de la pel·lícula Annem (2019), dirigida per Mustafa Kotan. El vídeo musical de la nova versió també va ser dirigit per Kotan i publicat el setembre de 2019. Per commemorar el 25è any de la seva carrera des del llançament del seu primer àlbum, Erçetin va publicar el seu nou senzill "Good luck" el 31 de gener de 2020.

## Discografia
Àlbums
- Hazırım - 1995
- Sevdim Sevilmedim - 1996
- Çapkın - 1997
- Oyalama Artık - 1998
- Elbette - 1999
- Unut Sevme - 2001
- Neden - 2002
- Chante Hier Pour Aujourd'hui - 2002
- Remix - 2003
- Melek - 2004
- Remix'5 - 2005
- Estimen Doktor - 2005
- Kırık Kalpler Durağında - 2009
- Aranjman - 2011
- Milyonlarca Kuştuk... - 2013
- Ah Bu Şarkıların Gözü Kör Olsun - 2015

### Cançons seleccionades
- "Unut Sevme" (2001)
- "Ben Kimim" (2008) [inclosa en la banda sonora de Gölgesizler]
- "Unuttun Beni Zalim" [en viu] (2015)
- "Ah Bu Şarkıların Gözü Kör Olsun" (2015)